# ロベルト・スアレス・ピエル
ロベルト・スアレス・ピエル（Roberto Suárez Pier、1995年2月16日 - ）は、スペイン・ガリシア州オレイロス出身のプロサッカー選手。アトラスFC所属。ポジションはDF。

## 来歴
カンテラ時代から地元のデポルティーボ・ラ・コルーニャで過ごし、2012年にBチームに昇格。テルセーラ・ディビシオンなど下部リーグでプレー。2015-16シーズンにトップチームに昇格し、2015年12月 2日のUEリャゴステラ戦で、トップチーム初出場。2016年3月12日のアトレティコ・マドリード戦で、ラ・リーガデビューを果たした。
2016年7月6日、レバンテUDへのローン移籍が決定。移籍後先発に定着し、2017年5月13日のジローナFC戦で、プロ初ゴールを決めるなど、主力選手に成長し、レバンテのリーガ復帰に貢献。2017年8月2日には、2020年までの買い取りオプション付きでローン契約延長に合意した。
2023年8月1日、スポルティング・デ・ヒホンに2年契約で移籍した。